# Wasserstraßen- und Schifffahrtsamt Stralsund
Das Wasserstraßen- und Schifffahrtsamt Stralsund (bis 2015: Wasser- und Schifffahrtsamt Stralsund) (WSA Stralsund) war ein Wasserstraßen- und Schifffahrtsamt in Deutschland. Es gehörte zum Dienstbereich der Generaldirektion Wasserstraßen und Schifffahrt, vormals Wasser- und Schifffahrtsdirektion Nord.
Das frühere Wasser- und Schifffahrtsamt Stralsund ging im Oktober 1990 aus Teilen des ehemaligen Seefahrtsamtes der DDR (SFA) und des ehemaligen Seehydrographischen Dienstes der DDR (SHD) hervor.
Zum 13. Oktober 2020 ging es im neugebildeten Wasserstraßen- und Schifffahrtsamt Ostsee auf.

## Zuständigkeitsbereich

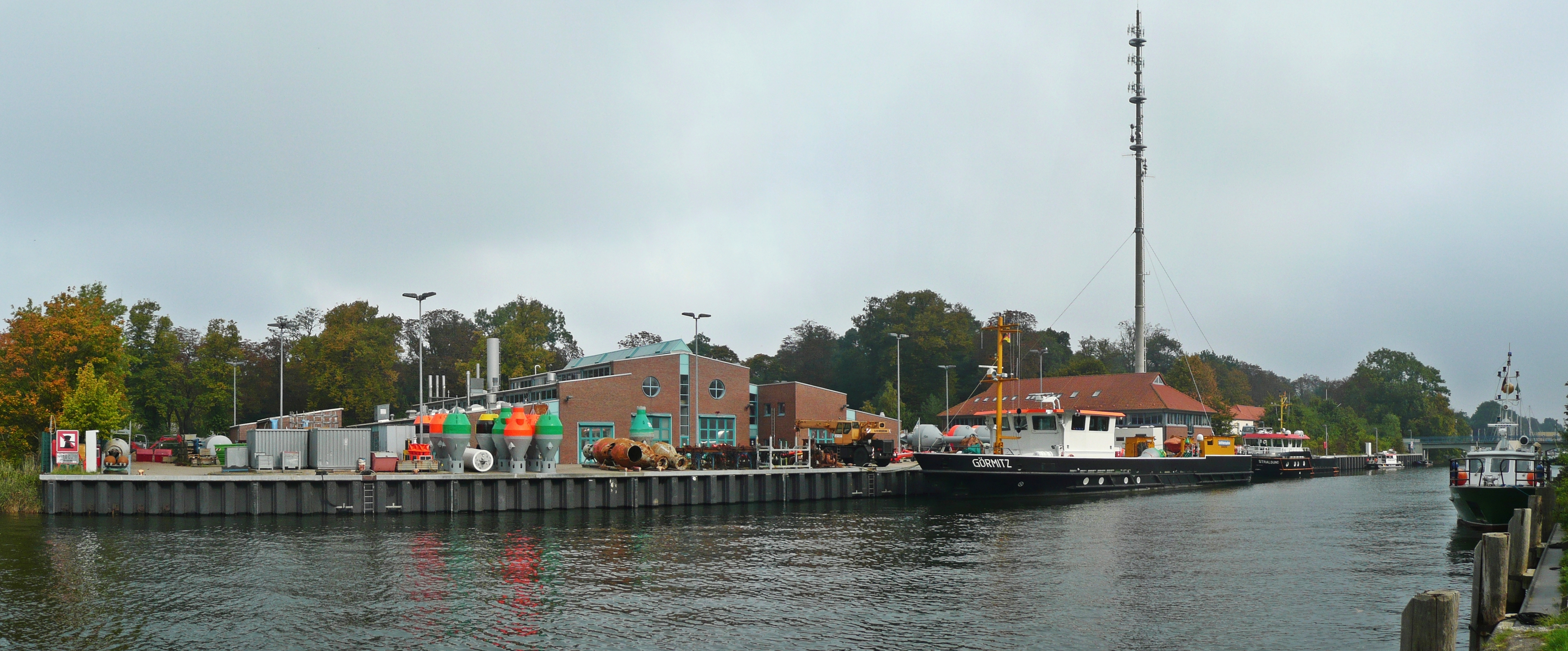
Bauhof des Wasserstraßen- und Schifffahrtsamts Stralsund auf Dänholm

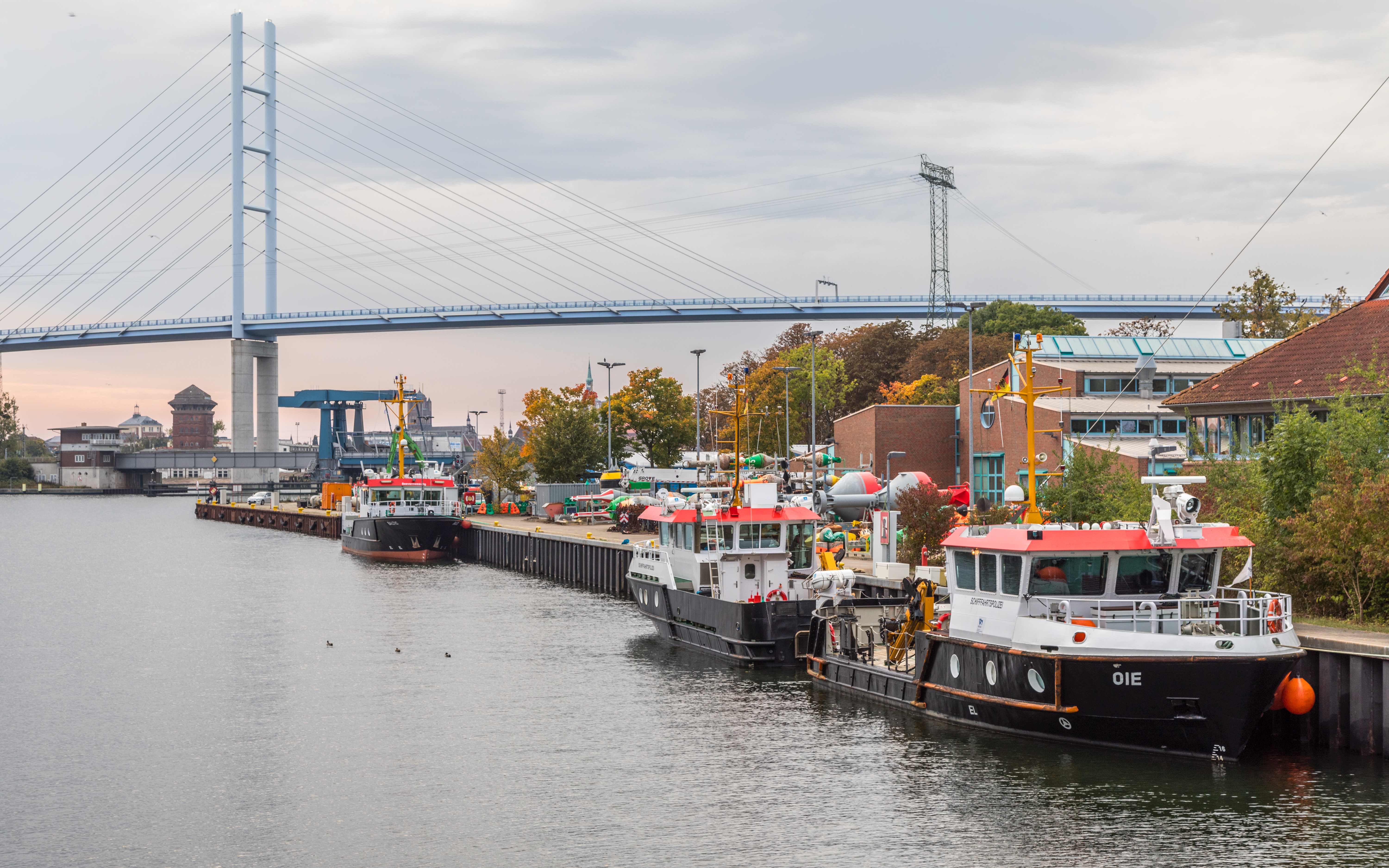
Bauhof & Boote des WSA

Das Amt war zuständig für die Küstengewässer der Ostsee vor Mecklenburg-Vorpommern bis zur 12-Meilen-Zone beginnend im Westen am Leuchtturm Buk bei Kühlungsborn bis zur polnischen Grenze einschließlich der Unterwarnow, der Boddengewässer, dem Peenestrom und dem Kleinen Haff, der Warnow von der Eisenbahnbrücke Stralsund–Rostock, der Ryck von der Steinbecker Brücke in Greifswald bis zur Mündung in die Ostsee, der Uecker von der Straßenbrücke in Ueckermünde bis zur Mündung ins Stettiner Haff und der Peene von der Stadtgrenze Malchin bis zur Mündung in den Peenestrom.

## Aufgabenbereich
Zu den Aufgaben zählten:

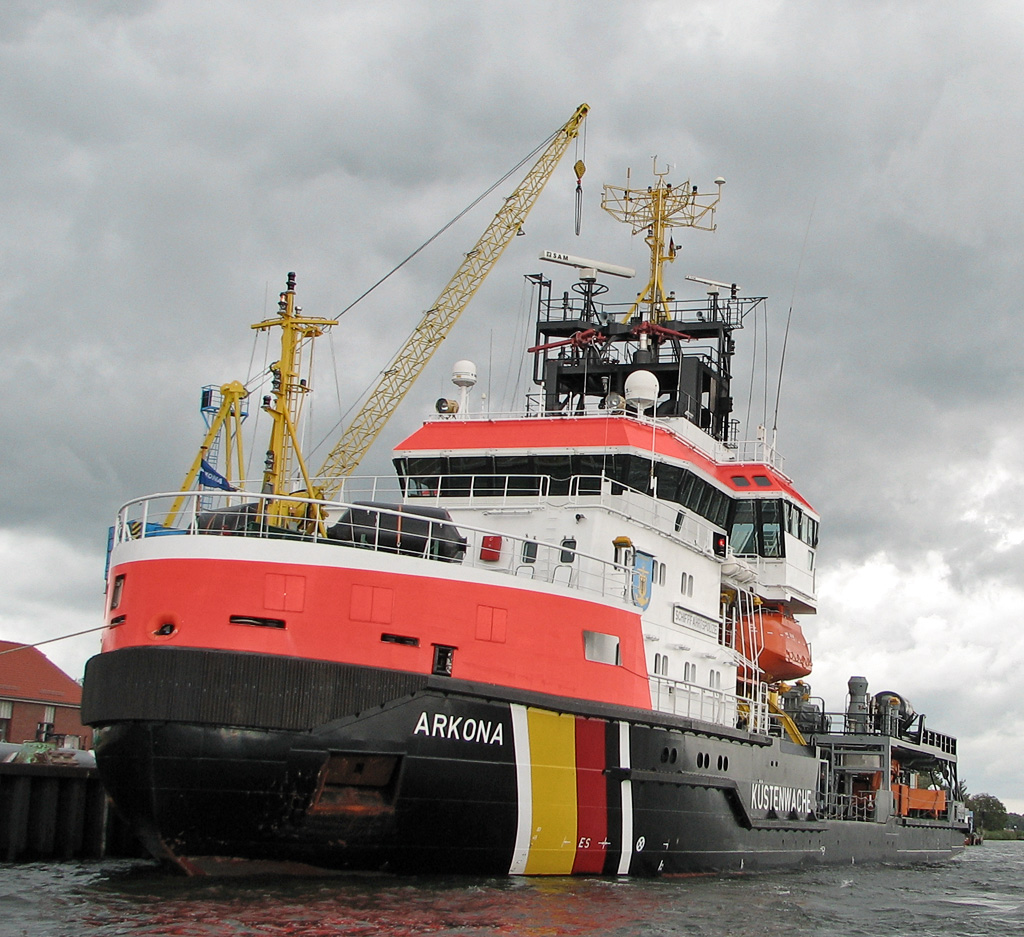
Mehrzweckschiff Arkona

- Unterhaltung und Betrieb der schwimmenden und festen Seezeichen (Leuchtfeuer, Leuchttürme u. a.) der Bundeswasserstraßen
- Inspektion und Instandhaltung von Wasserbauten
- Wahrnehmung strom- und schifffahrtspolizeilicher Aufgaben

Dem Amt war seit April 2005 das Mehrzweckschiff Arkona unterstellt. In den Jahren 1990 bis 2005 nahm die Stephan Jantzen Aufgaben für das WSA Stralsund wahr.

## Verkehrszentrale

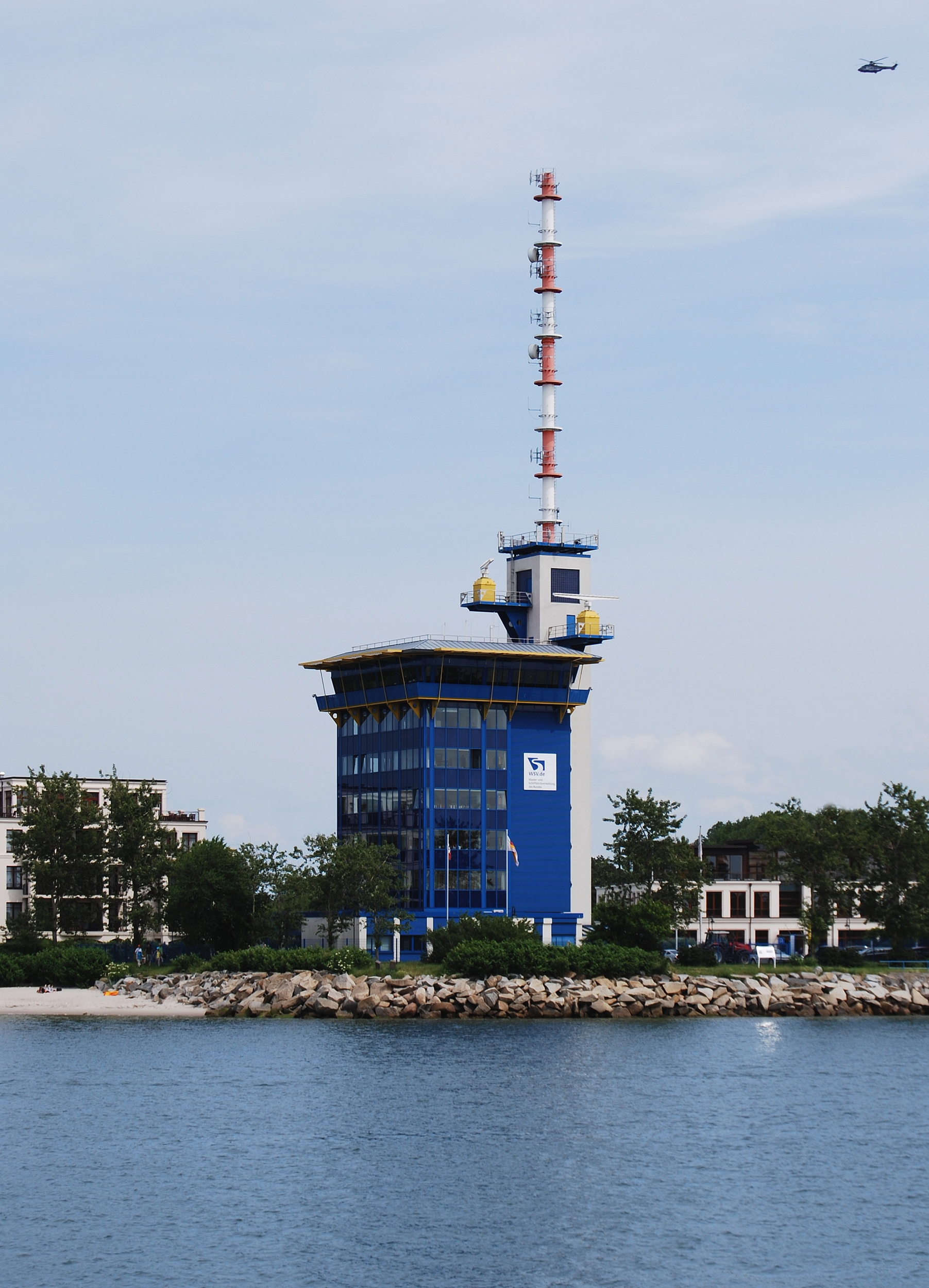
Verkehrszentrale Warnemünde

Das WSA Stralsund betrieb in Warnemünde eine Verkehrszentrale, die für vier Reviere zuständig war. Die Rufzeichen waren „Warnemünde Traffic“, „Stralsund Traffic“, „Sassnitz Traffic“ und „Wolgast Traffic“.
Für den westlichen Teil der deutschen Ostseeküste war das Wasserstraßen- und Schifffahrtsamt Lübeck mit seiner Verkehrszentrale in Travemünde zuständig.

## Kleinfahrzeugkennzeichen
Den Kleinfahrzeugen im Amtsbereich wurden Kleinfahrzeugkennzeichen mit der Kennung HST zugewiesen.